# Der Untertan (Film)
Der Untertan ist eine Verfilmung der DEFA des gleichnamigen Romans von Heinrich Mann aus dem Jahr 1951 von Wolfgang Staudte.

## Handlung
Diederich Heßling bedient alle Klischees vom guten preußischen Untertanen. Er ist autoritätsgläubig, lernt aber, dass es am angenehmsten ist, wenn man auch entsprechende Macht besitzt. Dass man auch der Macht dienen muss, wenn man selber in Bezug auf Macht vorankommen möchte, lernt er ebenso: Nach oben buckeln und nach unten treten. Er schmeichelt sich deswegen beim Regierungspräsidenten von Wulckow ein. Unter dessen Schutz intrigiert er gegen Konkurrenten und paktiert in der Papierfabrik mit den von ihm abhängigen Sozialdemokraten, die auch dort arbeiten.
Am Höhepunkt seiner Macht ist er angekommen, als er ordensgeschmückt in einem aufziehenden Gewitter ein Kaiserdenkmal einweihen und sich hier chauvinistisch in Rage reden kann. Die klare politische Botschaft der Schlussszene wird da deutlich, wo aus dem anschwellenden Getöse des Donners und des Heulens des Windes dann als Fanal die Fanfare der NS-Wochenschau wird. Das letzte Bild zeigt den Platz um das Denkmal in Ruinen, also am Ende des Zweiten Weltkrieges.

## Entstehungsgeschichte
Heinrich Mann übertrug die Filmrechte für seinen 1918 erschienenen Roman der DEFA, starb aber, bevor der Film gedreht wurde. Als Regisseure waren ursprünglich Falk Harnack und sogar Erich von Stroheim im Gespräch gewesen. Als Wolfgang Staudte das Projekt übernahm, wollte er die Hauptrolle zuerst mit seinem Hauptdarsteller aus Die Mörder sind unter uns, Arno Paulsen, besetzen. Allerdings entschied man sich dann doch für den jüngeren Werner Peters.
Der Film war von Beginn an als Prestigeobjekt der DEFA, ja sogar der DDR-Kultur angelegt, so dass Staudte und sein Kameramann Robert Baberske trotz des erhobenen Vorwurfs des Formalismus ungestört arbeiten konnten. Der Film gilt heute als Prototyp einer zum einen werksgetreuen, zum anderen aber eigenständigen Literaturverfilmung. Das Drehbuch verfasste Regisseur Staudte gemeinsam mit seinem Vater Fritz Staudte, der auch eine Rolle im Film übernahm. Neben ihm und Peters spielten bekannte Altstars wie Eduard von Winterstein.
Der Film entstand vom 1. März bis zum 22. Juni 1951 im Studio Babelsberg und auf dessen Außengelände. Die Bauten schufen Erich Zander und Karl Schneider, für die Produktionsleitung war Willi Teichmann zuständig. Die Uraufführung erfolgte am 31. August 1951 in Berlin im Kino Babylon sowie im Filmtheater der DEFA in der Kastanienallee.
Staudte sagte zur Botschaft seines Films: „Ich will die Bereitschaft gewisser Menschen um 1900 zeigen, die über zwei Weltkriege hinweg zum Zusammenbruch Deutschlands im Jahre 1945 führte. Es soll eine Weiterführung meiner Anklage gegen diese Kreise und eine Warnung vor diesen Menschen sein, wie ich es schon in dem Film ‚Die Mörder sind unter uns‘ ausdrücken wollte.“

## Rezeption

### Kritiken
Die konservative bundesdeutsche Presse warf Staudte vor, er stehe „im Dienste kommunistischer Kulturpolitik“ und betreibe die „Bolschewisierung der Welt“. Man verriss den Film als böse und humorlos, nannte ihn einen „Charaktermord“. Und der Spiegel kritisierte:

„Ein Paradebeispiel ostzonaler Filmpolitik: Man lässt einen politischen Kindskopf wie den verwirrten Pazifisten Staudte einen scheinbar unpolitischen Film drehen, der aber geeignet ist, in der westlichen Welt Stimmung gegen Deutschland und damit gegen die Aufrüstung der Bundesrepublik zu machen. Der Film lässt vollständig außer acht, dass es in der ganzen preußischen Geschichte keinen Untertan gegeben hat, der so unfrei gewesen wäre wie die volkseigenen Menschen unter Stalins Gesinnungspolizei es samt und sonders sind.“

Jedoch gab es auch Kritik in der DDR. So bemängelte Hermann Müller im Neuen Deutschland am 2. September:

„Es gibt eine große Schwäche des Films, die auch die Schwäche des Romans ist. Die kämpfende Arbeiterklasse, die auch um die Jahrhundertwende bedeutende politische Erfolge errang, wird nicht gezeigt.“

In der ganzen Welt erhielt der Film hohe Anerkennung. In der Bundesrepublik Deutschland unterlag er der Filmzensur, und seine Aufführung war mehr als fünf Jahre lang verboten. Den Film betrachtete man als Angriff auf die Bundesrepublik, in der viele Ansätze eines erneuten Untertanenstaates sahen. Der Interministerielle Ausschuß für Ost-West-Filmfragen, die für die Filmeinfuhr hauptverantwortliche Stelle, untersagte die Veröffentlichung aufgrund § 93 des StGB, der Herstellung von verfassungsfeindlichen Publikationen verbot. 1956 kam es dennoch zu einer einmaligen Aufführung in Westberlin. Nach einer erneuten Prüfung wurde der Film in einer um zwölf Minuten gekürzten Version und einem die Grundaussage des Films umkehrenden Vorspruch im November 1956 freigegeben. Dennoch wurde er im Januar 1957 erneut durch die FSK (Freiwillige Selbstkontrolle der Filmwirtschaft) verboten. Die endgültige Freigabe der gekürzten Fassung erfolgte im Februar 1957. Allerdings wurde dem um zwölf Minuten gekürzten Film auch jetzt noch ein Text vorangestellt, der den dargestellten Fall ausdrücklich als Einzelbeispiel kennzeichnete. Diese Version wurde am 8. März 1957 in der Bundesrepublik erstaufgeführt.
Die Erstausstrahlung im Fernsehen erfolgte in der DDR im September 1954, in der Bundesrepublik im Dezember 1969 (im Bayerischen Rundfunk). Eine ungekürzte Fassung bekam man in der BRD allerdings erst 1971 zu sehen.

#### Weitere Kritiken
- „Sowjetzonale Verfilmung von Heinrich Manns gleichnamigem Roman: Eine scharfe politische Satire auf den alten Preußengeist. Hervorragende Darstellung, blendende Kamerapassagen und Regieeinfälle. Könnte gewissensbildend und aufrüttelnd sein, wenn sich nicht agitatorische Übersteigerungen eingestellt hätten.“ - 6000 Filme. Kritische Notizen aus den Kinojahren 1945 bis 1958. Handbuch V der katholischen Filmkritik, 3. Auflage, Verlag Haus Altenberg, Düsseldorf 1963, S. 454
- Herbert Ihering schrieb in der „Berliner Zeitung“ (4. September 1951): „Dieser Defa-Film kommt im rechten Augenblick; politisch und künstlerisch. … Die Großeinstellungen, der Wechsel der Einzel- und Gesamtaufnahmen, von den genialen sowjetischen Regisseuren Eisenstein und Pudowkin als bild-dramaturgisches Mittel in den Film eingeführt, sind von Staudte und seinem Kameramann Baberske hier selbständig und in richtiger, sinndienender Anordnung verwendet. Dadurch erst werden die vielen satirischen Situationen und Simplizissimus-Karikaturen möglich.“
- „[H]ier liegt einer der klarsten und saubersten Filme vor, der einen Großteil der westdeutschen Filmhersteller in einen Gewissenskonflikt mit ihrem eigenen Filmgeschmack bringen müsste“ (Rias, 12. Oktober 1956)
- Der Berliner „Telegraf“ betonte, dass es sich „um einen avantgardistischen Film handelt, und nicht einzusehen ist, warum dieses Werk, das ein unheilvolles Gebrechen unserer Zeit, den Untertanengeist, karikiert, nicht auch im Westen gezeigt werden konnte“ (9. Oktober 1956).
- Für die damals auflagenstarke, protestantische Zeitschrift Kirche und Mann lobte Waldemar Wilken im Mai 1957 Staudtes Untertan: „Wer einen guten Film sehen möchte, darf sich den ‚Untertan’ nicht entgehen lassen. Selten haben wir einen Film besprochen, der so voller optischer Einfälle und genialer Regiekünste (Wolfgang Staudte) steckte … Aber: Ihn haben die verkehrten Leute hergestellt. Er kommt ja aus der Staatsfilmküche der DEFA in der DDR. Und da kann man wirklich nur seufzen: Die haben es nötig!“ (Vor der Leinwand, in: Kirche und Mann 10. 1957, Nr. 5, S. 6).
- „Brillante und beißende Satire auf den Untertanengeist und das als nationaler Chauvinismus missverstandene Preußentum - nach dem gleichnamigen Roman von Heinrich Mann. Staudtes künstlerisch überzeugendste Regiearbeit mit dem unter seiner straffen Leitung überragenden Werner Peters in der Titelrolle war, auch im Ausland, ein Renommiererfolg der DEFA.“ Lexikon des Internationalen Films (fd 2502).

### Auszeichnungen
Heute gilt Staudtes Film als Meisterwerk. Hauptdarsteller Peters, der während seiner weiteren Filmkarriere überwiegend auf diesen Rollentyp festgelegt wurde, und Regisseur Staudte wurden für ihre Arbeit mit dem Nationalpreis der DDR ausgezeichnet, beim Internationalen Filmfest Karlovy Vary wurde der Film 1951 ausgezeichnet, 1955 und 1956 erhielt er zwei Ehrendiplome in Finnland.